# Engelsberk
Engelsberk, zvaný též jako Sehrad či Sehradice nebo Tetov, je zřícenina hradu, která leží tři kilometry severozápadně od vsi Sehradice v okrese Zlín. Je položen na jednom z jižních výběžků Vizovických vrchů zvaném Vala ve výšce 551 m n. m. v katastru obce Horní Lhota. Přístupová cesta vedla z Tutkovského sedla mezi Horní Lhotou a Zádveřicemi. Je to dodnes nejpřístupnější trasa z místa, kde dnes stojí hájovna. Od roku 1964 je chráněn jako kulturní památka.

## Historie
Hrad byl postaven krátce po polovině 13. století. Založil ho biskupský leník Helembert de Turri. V roce 1256 totiž obdržel od olomouckého biskupa Bruna ze Schaumburka listinou vydanou dne 2. června téhož roku k užívání oblast Slavičínska, kde vydavatel listiny má v úmyslu vystavět na kopci nad budoucí osadou tvrz.
Hrad zcela jistě stál již roku 1261. K tomuto letopočtu se hlásí listina, jejíž vznik je ve skutečnosti pozdějšího data, tzv. falzum zakládací listiny vizovického kláštera Rosa Mariae – Smilheimu. V ní se píše o pomezním bodě pozemků darovaných klášteru na hoře, na níž stojí hrad Engelsberk („substus castrum dictum Engelsperk, et substus montem, in quo illud castrum est situm“). V letech 1297 a 1300 držel hrad Siegfried, jehož otec patřil patrně k družině olomouckého biskupa Bruna.
Hrad byl stále biskupským lénem, jehož držitelé, zpravidla příslušníci nižšího stavu, vystupovali jako biskupovi správcové. Držitelé hradu často páchali škody panství vizovického kláštera. Ve stížnosti tamního opata papeži na sídlo loupeživých rytířů z roku 1361, kde přímo jmenuje jejich majitele bratry "Iessek et Staschek fratres de Ingraditz (Zhragitz), tedy Ješek a Stašek, bratři ze Sehradic)", se poprvé setkáváme s novým názvem hradu. Pod názvem Engelsberk se hrad naposledy připomíná roku 1375. V roce 1380 se setkáváme s dalším názvem hradu Engelswald. Na přelomu 14. a 15. století však začíná převládat název Sehradice, přenesený na původní název Engelsberk.
Ve 14. století se na hradě vystřídalo několik lenních majitelů. Od roku 1397 drží hrad páni z Cimburka. Po roce 1440 se na hradě usadili loupežníci a moravští stavové proto hrad postoupili roku 1449 Burianovi z Vlčnova. Burianův syn Jiří prodal hrad pánům z Landštejna, kteří ho připojili k světlovskému panství a hrad poté opustili. Ve zprávách k roku 1518 se již hrad uvádí jako opuštěný. Pojmenování hradu Sehrad má původ v německém přepisu názvu Sehradice jako Zehrad. V této německé podobě vytrval až do 19. století. Z hradu zbylo jen malé množství zdiva.

## Stavební podoba
Zbytky rozsáhlého hradu zabírají poměrně výhodnou polohu na protáhlém hřbetě ostrožny téměř ze všech stran chráněné příkrými srázy, ostrožna je přístupná pouze ze západní strany. Nejvýchodnější konec ostrožny zaujímá vlastní obdélníkové hradní jádro o rozměrech 35 × 20 m. Dodnes jsou rozpoznatelné zbytky obvodové hradby z tzv. řádkového zdiva, tj. stavěného v pravidelných vrstvách z lomového kamene a spojeného ne příliš kvalitní maltou. Ze severní a východní strany k hradnímu jádru přiléhala ve vzdálenosti necelých deseti metrů parkánová hradba.
Přístup k hradnímu jádru chránilo shodně orientované a i rozměrově téměř shodné, dokonce o málo širší předhradí. Na rozdíl od hradního jádra však archeologický průzkum neprokázal zděnou architekturu v jeho vnitřním prostoru. Hradní jádro i předhradí jsou obehnány mohutným sypaným valem, na západní straně dosud tři metry vysokým. Vyvýšeniny na severní straně napovídají, že opevnění valu bylo posíleno obrannými věžemi. Pozoruhodným a na východní Moravě ojedinělým obranným prvkem je soustava pěti ve vzdálenosti cca 10 metrů za sebou navršených valů, oddělených hlubokými příkopy.

## Pověst
Asi 50 metrů před soustavou valů byla vybudována umělá vodní nádrž opředená pověstí zaznamenanou E. Peckem. Podle ní v tomto jezírku topil vodník selata.